# Сантальєстра-і-Сан-Кілес
Сантальєстра-і-Сан-Кілес (ісп. Santaliestra y San Quílez) — муніципалітет в Іспанії, у складі автономної спільноти Арагон, у провінції Уеска. Населення — 108 осіб (2009).
Муніципалітет розташований на відстані близько 400 км на північний схід від Мадрида, 65 км на схід від Уески.
На території муніципалітету розташовані такі населені пункти: (дані про населення за 2009 рік)
- Сантальєстра-і-Сан-Кілес: 96 осіб
- Кабальєра: 10 осіб

## Демографія
Динаміка населення (INE ):